# Big Mama (sångare)
Big Mama, egentligen Besiana Kasami, född 28 februari 1986 i Tetovo (Tetova), är en albansk sångerska från Makedonien. Hon betecknar sin musikstil som Hiphop-RnB à la Big Mama.

## Biografi
Besiana Kasimi föddes till en albansk familj bosatt i den makedoniska staden Tetovo. Hon studerade ekonomisk politik vid Pristinas universitet. År 2005 deltog hon som Big Mama i Top Fest i Tirana för första gången där hon tilldelades priset Best Female. 

## Diskografi

### Singlar
- 2007 – Shokut tim
- 2008 – Dhëndërr
- 2008 – Video seksi
- 2009 – Ndaç me parë ndaç pa parë
- 2010 – Çka po ta nin
- 2012 – Magjishëm
- 2013 – Ku mbeti dashuria